# Intellettualizzazione
Per intellettualizzazione si intende, in psicoanalisi, una propensione a teorizzare le proprie esperienze emotive nel difficile tentativo di controllarle. L'azione avviene mediante l'utilizzo del ragionamento adottato per bloccare un confronto con il conflitto inconscio e lo stress emozionale ad esso collegato.
È un meccanismo di difesa originariamente definito da Freud, e studiato più attentamente dalla figlia Anna Freud, in riferimento all'adolescenza, periodo del ciclo vitale nel quale esso viene più frequentemente utilizzato.